# 傑森·伊茲林豪辛
傑森·戴瑞克·伊茲林豪辛（英語：Jason Derik Isringhausen，1974年8月9日—），為前美國職棒大聯盟的投手，生涯曾效力過大都會、運動家、紅雀、光芒與天使等隊。
大都會在1990年代末出現3位合稱「K世代」的潛力投手，分別為Bill Pulsipher、Paul Wilson和伊茲林豪辛。伊茲林豪辛生涯共入選兩次明星賽，並在2004年拿下聯盟救援王，生涯累計剛好300次救援成功。

## 職業生涯

### 紐約大都會
1991年大聯盟選秀，伊茲林豪辛在第44輪才被大都會選走。1990年代中期，Bill Pulsipher、Paul Wilson和伊茲林豪辛三位投手被認為是大都會未來下一批的明星球員，他們也被稱作「K世代」。然而，傷痛卻讓他們在1995年才成功在開季合體。
伊茲林豪辛起初是以先發投手培養，他在第一年就拿下9勝2敗。不過他一樣受到傷勢困擾，最後他被移出先發輪值，並轉為牛棚投手。他某次因為生氣而搥打垃圾桶，結果造成慣用手骨折，不僅幾乎缺席整個1997年球季，連1998年也整季報銷。1999年季中，大都會將伊茲林豪辛交易到運動家，換來Billy Taylor。

### 奧克蘭運動家
伊茲林豪辛在運動家表現愈來愈穩，最後成為球隊的終結者。2000年和2001年，運動家都順利闖進季後賽。其中伊茲林豪辛更是在2000年首度入選明星賽。

### 聖路易紅雀
2002年，伊茲林豪辛與紅雀簽約。他在紅雀7年期間，紅雀拿下四次分區冠軍，打進兩次世界大賽，並獲得一座冠軍。2004年，伊茲林豪辛拿下聯盟最多的47次救援成功。當時一度寫下大聯盟歷史紀錄，後來此紀錄在2015年才被Trevor Rosenthal超越。2005年，他第二次入選明星賽，最後拿下39次救援成功。
2006年，伊茲林豪辛開季前5場比賽吞下2敗和一次救援失敗。他的控球開始出現問題，不僅送出38次保送，防禦率還來到3.55。最後雖然他拿下33次救援成功，但僅獲得4勝8敗，還有10次救援失敗。該年季後賽他因為受傷缺陣，球隊讓年僅25歲的菜鳥投手亞當·溫賴特擔任終結者，最後球隊順利拿下世界大賽冠軍。
球季結束後，伊茲林豪辛進行臀部手術。隨著溫賴特進入先發輪值，伊茲林豪辛也在2007年重回終結者行列。這年哪拿下4勝0敗，防禦率2.48，另有32次救援成功。這年他的被打擊率只有1成79，最後紅雀在球季結束後又和伊茲林豪辛續約。
2008年8月19日，伊茲林豪辛因為手肘肌腱炎而提前退場。

### 坦帕灣光芒
2009年2月20日，伊茲林豪辛和光芒簽下小聯盟合約，並受邀參加大聯盟春訓。不過整季他僅在大聯盟出賽9場比賽，隨後就因為右手肘韌帶撕裂傷，在進行湯米約翰手術的情況導致球季報銷。

### 辛辛那提紅人
2010年7月20日，紅人投手教練和總經理看上了伊茲林豪辛在牛棚的表現，因此球隊決定給他合約。22日，他和紅人簽下小聯盟合約。

### 重返大都會
2011年，伊茲林豪辛與大都會簽下小聯盟合約，並受邀參加春訓。他在4月10日登上大聯盟，成為大聯盟唯一一位進行三次湯米約翰手術還能繼續在大聯盟投球的選手。後來球隊在季中將終結者法蘭西斯科·羅德里奎茲交易，而伊茲林豪辛也頂替上其位置。2011年8月15日，伊茲林豪辛拿下生涯第300次救援成功。

### 洛杉磯安那罕天使
2012年2月22日，伊茲林豪辛與天使簽下小聯盟合約。整季他出賽50場比賽，防禦率4.14。

## 生涯投球成績
| 勝投 | 敗投 | 防禦率 | 出賽場次 | 先發 | 救援成功 | 投球局數 | 安打 | 失分 | 自責分 | 全壘打 | 保送 | 三振 | 暴投 | 觸身球 |
| ---- | ---- | ------ | -------- | ---- | -------- | -------- | ---- | ---- | ------ | ------ | ---- | ---- | ---- | ------ |
| 51   | 55   | 3.64   | 724      | 52   | 300      | 1007.2   | 901  | 450  | 408    | 85     | 437  | 830  | 53   | 34     |

## 外部連結
- 球員資訊和成績在MLB，ESPN，Baseball-Reference，Fangraphs（英文）
- 傑森·伊茲林豪辛在台灣棒球維基館上的頁面（繁體中文）